# Hieracium oioense
Hieracium oioense là một loài thực vật có hoa trong họ Cúc. Loài này được (Dahlst.) Üksip mô tả khoa học đầu tiên năm 1960.